# Agustín Díaz Yanes
Agustín Díaz Yanes (Madrid, 9 september 1950) is een Spaans filmregisseur en scenarioschrijver.

## Filmografie
| Jaar | Film                                            | Rol                            |
| ---- | ----------------------------------------------- | ------------------------------ |
| 1987 | Barrios altos                                   | Scenarioschrijver              |
| 1988 | Baton Rouge                                     | Scenarioschrijver              |
| 1990 | A solas contigo                                 | Scenarioschrijver              |
| 1992 | Demasiado corazón                               | Scenarioschrijver              |
| 1995 | Belmonte                                        | Scenarioschrijver              |
| 1995 | Nadie hablará de nosotras cuando hayamos muerto | Scenarioschrijver en regisseur |
| 1997 | Al límite                                       | Scenarioschrijver              |
| 2001 | Sin noticias de Dios                            | Scenarioschrijver en regisseur |
| 2006 | Alatriste                                       | Scenarioschrijver en regisseur |
| 2008 | Sólo quiero caminar                             | Scenarioschrijver en regisseur |
| 2017 | Oro                                             | Scenarioschrijver en regisseur |

- Biblioteca Nacional de España: XX939445
- Bibliothèque nationale de France: cb146290230 (data)
- Catàleg d'autoritats de noms i títols de Catalunya: 981058594991806706
- Gemeinsame Normdatei: 124736092
- International Standard Name Identifier: 0000 0001 1964 0217
- Library of Congress Control Number: no94006217
- Nationale Bibliotheek van Tsjechië: xx0062930
- Nederlandse Thesaurus van Auteursnamen: 305522434
- Système universitaire de documentation: 068700458
- Virtual International Authority File: 85707178
- WorldCat: E39PBJtMp4y9vFJc6hmvgkFxjC